# برمبر ویلس
برمبر ویلس (انگلیسی: Brember Wills؛ ۱۵ مارس ۱۸۸۳ – ۲۹ سپتامبر ۱۹۴۸) بازیگر اهل انگلستان بود.
از فیلم‌هایی که وی در آن‌ها نقش داشته‌است، می‌توان به چه بلایی بر سر هارکنس آمد؟، خانه تاریک قدیمی و کارناوال اشاره نمود.